# シアン計
シアン計（シアンけい, フランス語：cyanomètre, ドイツ語：Cyanometer, 英語：Cyanometer）は、空の「青さ」を計る器具である。18世紀末に、オラス＝ベネディクト・ド・ソシュール（Horace-Bénédict de Saussure、1740年 - 1799年）によって考案された。 シアン計という名前は、色の三原色のひとつシアン（cyan）に由来する。
シアン計による測定で、大気の状態を知ることができる。大気中に含まれる水蒸気が少ないほど、空の「青さ」はその透明度を増すからである。
リオ・デ・ジャネイロの空の色が最も青いという報告がある。英国の国立物理学研究所の研究者が、2006年に、測色計を用いて空の色を計測した結果である。
アメリカ遠征中のアレクサンダー・フォン・フンボルト（Alexander von Humboldt、1769年 - 1859年）がシアン計による計測を行ったことが知られている。
また、アレクサンダー・フォン・フンボルトの友人であったフランソワ・アラゴが1815年にシアン計の改良版を制作している。